# Christopher White
Christopher Antonio White Bahamondes (San Miguel, Santiago, 23 de octubre de 1984) es un profesor y político chileno, militante del Partido Socialista de Chile (PS). Desde 2021 se desempeña como alcalde de  San Bernardo. 
Anteriormente se desempeñó como concejal de la misma comuna y como Consejero Regional por la Provincia de Maipo. También fue dirigente del Colegio de Profesores del Maipo.

## Primeros años de vida
Es descendiente de trabajadores ferroviarios e hijo de profesores. Creció en la población Roberto Lorca, en el paradero 41 de la Gran Avenida. Estudió en el colegio Santa Lucía, en el Instituto Nacional y en la Pontificia Universidad Católica de Valparaíso, donde se tituló como profesor de Biología y Ciencias Naturales.
Se encuentra casado, y tienen dos hijos y una hija.

## Carrera política
El año 2012 es electo como concejal de la comuna de San Bernardo. Durante su mandato se presenta como candidato a alcalde por el período 2016-2020, en las primarias municipales de la Nueva Mayoría, donde se impone con el 43,67% de los votos.
En las elecciones municipales realizadas el 23 de octubre del 2016 no consigue el cargo de alcalde, quedando tercero con el 21% de los votos, detrás de la alcaldesa incúmbete Nora Cuevas (UDI) y la actriz Marisela Santibáñez (PRO), quienes consiguieron 46,77% y 25,7% de los votos respectivamente. Deja el cargo de concejal el 6 de diciembre del mismo año.
Retoma la actividad política el año 2017, cuando es electo Consejero Regional Metropolitana de Santiago por la provincia de Maipo. Renuncia al cargo el 12 de diciembre de 2019, siendo reemplazado por el democratacristiano, José Soto Sandoval.
Vuelve a presentarse como candidato a alcalde de San Bernardo en las elecciones municipales de 2021, siendo electo con 32,62% de los votos. Asumió el cargo el 28 de junio de 2021.

## Historial electoral

### Elecciones municipales de 2016
- Elecciones municipales de 2016, para la alcaldía de San Bernardo.[2]

### Elecciones municipales de 2021
- Elecciones municipales de 2021, para la alcaldía de San Bernardo.[3]